# Glaurocara nitidiventris
Glaurocara nitidiventris är en tvåvingeart som först beskrevs av Malloch 1927.  Glaurocara nitidiventris ingår i släktet Glaurocara och familjen parasitflugor. Inga underarter finns listade i Catalogue of Life.